# Димитър Мавров
Димитър Вълчев Мавров е български просветен деец, духовник и революционер, деец на Върховния македоно-одрински комитет и Вътрешната македоно-одринска революционна организация.

## Биография

### Учител и революционер
Роден е в пашмаклийското село Райково, тогава в Османската империя, днес квартал на Смолян. Работи като учител и става един от учредителите и ръководителите на първото братство на Македоно-одринската организация и по-късно на революционния комитет на ВМОРО в Долно Райково.
На 12 януари 1901 година Мавров като ръководител в Долно Райково уведомява Върховния комитет за убийството на началника на Чепеларския пограничен пункт Вълчо Сарафов. Месец по-късно присъства на убийството на Дечо Стояновски и Атанас Шапарданов. През март 1901 година ръководството на Чепеларския пункт му зъзлага да извърши агитационна обиколка в Ксантийско и Дедеагачко. Под предлог частно пътуване, през великденската ваканция предприема широка обиколка, при която се среща с различни дейци и след това изпраща рапорт до ръководството.
В края на учебната 1900/1901 година, при Пашмаклийската афера, обвинен в революционна дейност и в ръководене на революционен комитет, е арестуван в училището от властите заедно с 40 българи от селата Райково, Устово, Чокманово, Аламидере и Фатово. Окован във вериги и измъчван, Мавров е разкарван по затворите в Пашмаклъ, Гюмюрджина, Одрин и Цариград, откъдето по недоказаност е освободен заедно с още 17 души.

### Духовник
След излизането от затвора, властите му забраняват да преподава. Мавров дълго се лекува и в края на 1902 година е ръкоположен за свещеник в хасковското село Юсузлер, България. Това решение на Маврон се дължи както поради забраната да учителства, така и поради разочарование от разцеплениятя в революционната организация. Служи в Юсузлер (преименувано в 1906 година на Преслав) до 1921 година. В 1908 година, след Младотурската революция и амнистията на революционните дейци, отец Мавров се връща за кратко в Райково.
По време на Балканската война Мавров е командирован като свещеник в новопокръстените мюсюлмански села Богутево и Зорница. По време на Първата световна война е командирован от Светия синод в Нишката митрополия, където се опитва да запази от разорение местното население.
След войните отново е свещеник в енорията си в Преслав. В 1921 година по негова молба е прехвърлен в Горно Райково, където служи в храма „Света Неделя“ до 1927 година, а след това в църквата „Свети Теодор Стратилат“ в Долно Райково до 1932 година. Отличен е с офикията протоиерей.

### Оценки
Стою Шишков нарича дейността на Мавров:
| „ | една жива история за последния половин век на тоя край от дивна Родопа, която отглежда такива синове с чисти души, силни родолюбиви чувства и дълбоко съзнание за отечествен и народен дълг. | “ |

Видният деец на ВМОРО и изследовател на революционното движение Христо Караманджуков пише за Мавров:
| „ | един от малцината на времето в околията ни интелигентни и деятелни люде. Помня най-вече неговото участие в македоно-одринското революционно движение до 1901 година, когато стана и жертва на своето родолюбие и своето участие в освободителното движение в родопската покрайнина... Той играеше ръководна роля в нашите революционни работи в Райково и околията. Тук при него често пъти освен това слизаше и комитетска поща, отдето се разпространяваше по другите села към Аламидере, Чокманово, Арда, Смолян и др. поради това бе заподозрян от турските власти и пострада през време на голямата аафера по случай раняването на посиненика на Салих паша Сиврия - хаджи Нурия. | “ |